# Vorderbuchberg (Neukirchen beim Heiligen Blut)
Vorderbuchberg ist ein Gemeindeteil des Marktes Neukirchen beim Heiligen Blut im Landkreis Cham (Oberpfalz, Bayern).

## Geographie
Vorderbuchberg ist ein Straßendorf und liegt ca. 1 km nördlich von Neukirchen beim Heiligen Blut. Vorderbuchberg liegt am 635 m hohen Buchberg, der Namensbestandteil der beiden Dörfer Vorderbuchberg und Hinterbuchberg ist. Zum Dorf gehört der Weiler Anger, der an der Straße von Vorderbuchberg nach Hofberg liegt.

## Geschichte

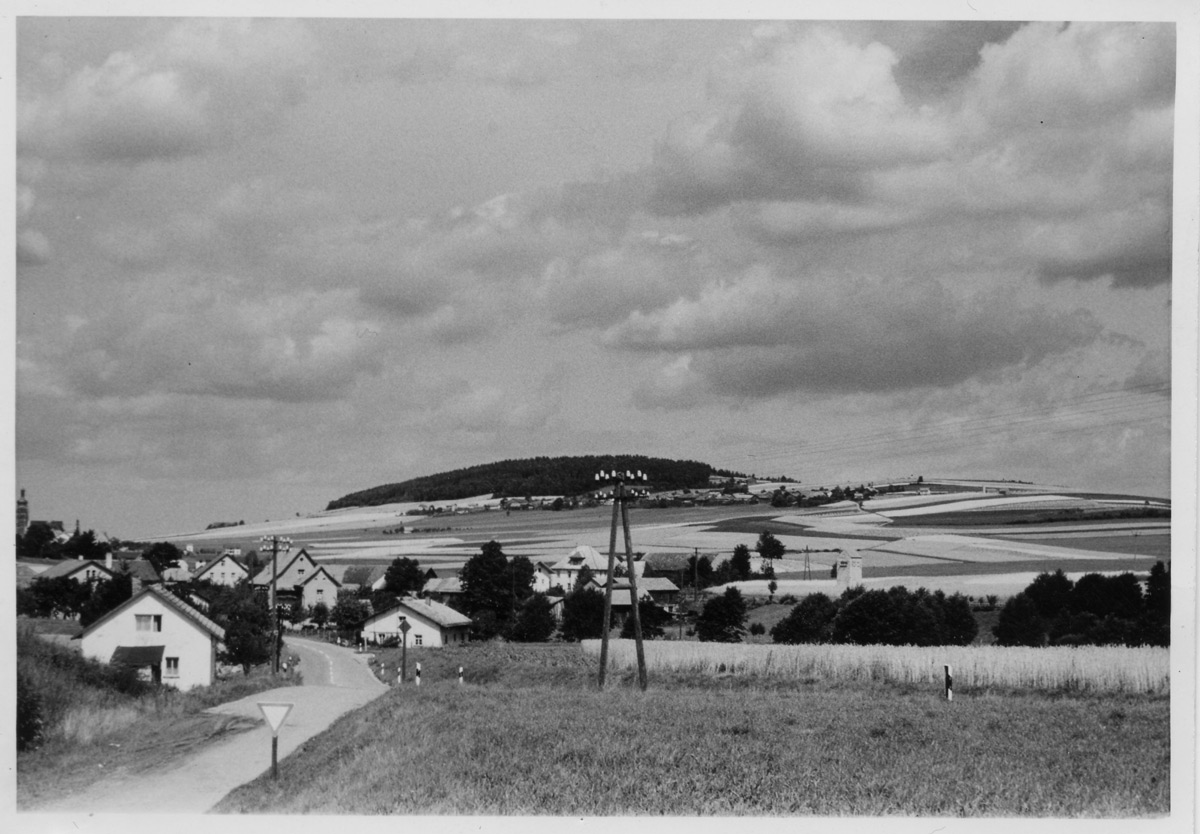
Neukirchen mit Vorderbuchberg um 1950

Kaiser Heinrich IV. schenkte am 9. April 1086 dem Regensburger Domvogt Friedrich II. aus dem Hause Bogen mehrere Dörfer, darunter auch ein Buchberg. Ob dies mit Vorder- oder Hinterbuchberg identisch ist, lässt sich nicht mit Sicherheit sagen. Erstmals wird in den Quellen 1270 ein Dorf mit Namen Langen-Puochberg erwähnt, ein zweites Mal in einem Zehentbrief von 1383. Um 1300 taucht auch noch der Name Oberbuchberg in einem Abgabenverzeichnis als eigene Siedlung auf. Ab 1557 erscheint der Name Vorderbuchberg für beide Siedlungen, die offensichtlich zu einem Ort zusammengewachsen waren. Die heute noch gebräuchliche Bezeichnung Oberes Dorf dürfte darin ihren Ursprung haben.
Die Gemeindegründung erfolgte 1818. Gegen eine geplante Eingemeindung nach Warzenried im Jahr 1869 durch die Regierung setzte man sich erfolgreich zur Wehr. Mit der Gebietsreform in Bayern wurde Vorderbuchberg am 1. Juli 1971 nach Neukirchen beim Heiligen Blut eingemeindet. Am 1. Juli 1972 wurde der Landkreis Kötzting aufgelöst. Dessen Gemeinden wurden dem Landkreis Cham zugeordnet.